# Trachypithecus barbei
O langur-de-tenassarim (Trachypithecus barbei), também conhecido como lutung-de-tenassarim é uma das 17 espécies de Trachypithecus. É encontrado em Mianmar e na Tailândia e deve o seu nome aos Montes Tenasserim.

## Estado de conservação
Atualmente não existe dados suficientes em relação ao estado de conservação, porém pensa-se que a caça e a perda de habitat seja a principal ameaça a esta espécie.